# Футбол в США

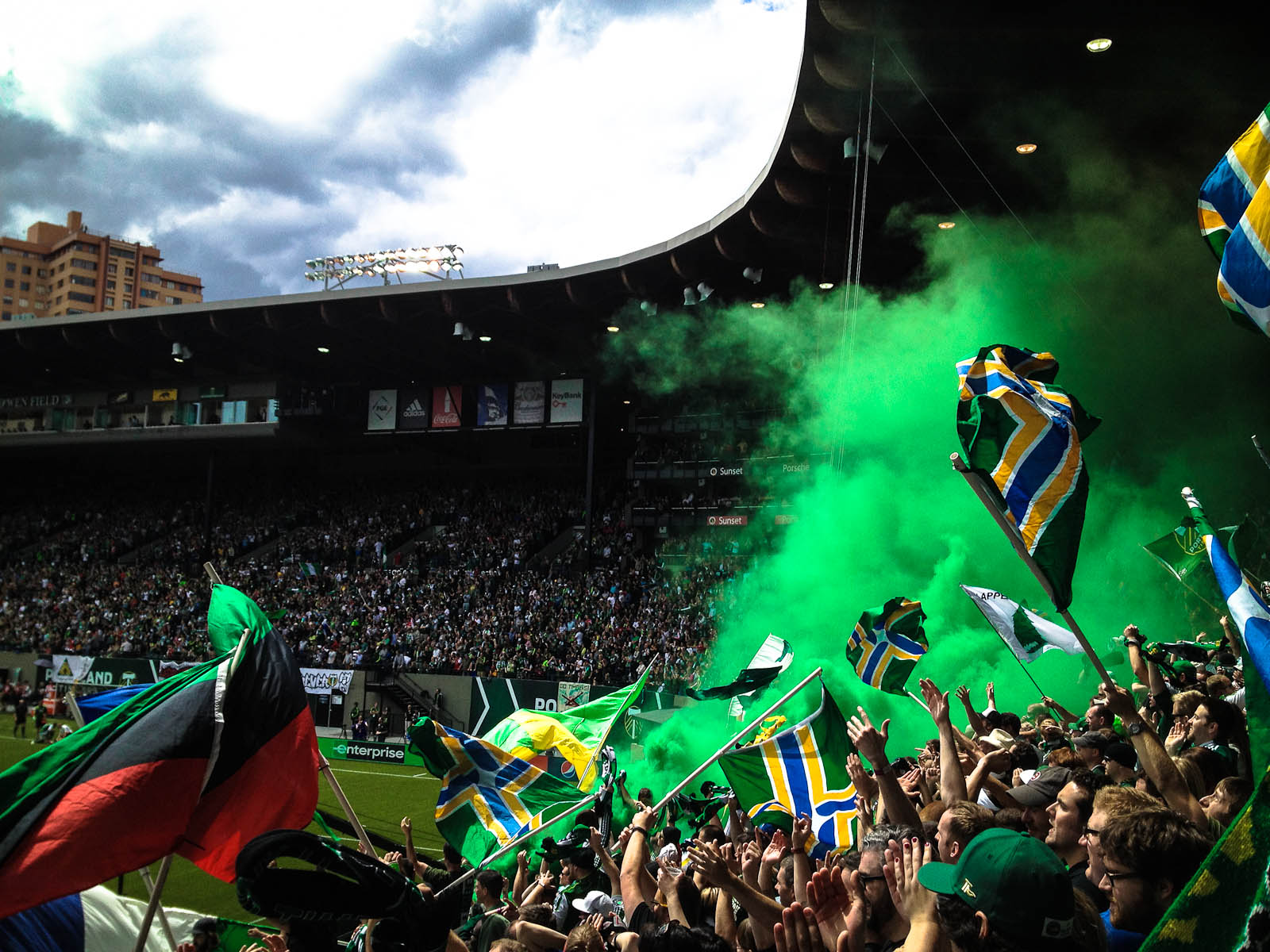
Фанаты «Портленд Тимберс» празднуют гол на домашней арене.

Футбол в Соединённых Штатах Америки или, как его называют в этой стране, соккер, является четвёртым по популярности видом спорта в США после американского футбола, баскетбола и бейсбола.
Федерация футбола США (USSF) управляет большинством уровней футбола в США, включая национальные сборные, профессиональные и любительские лиги, являясь высшим футбольным органом в стране. Национальная ассоциация студенческого спорта (NCAA) управляет студенческим футболом, охватывая большинство колледжей; футбол на уровне средних школ управляется региональными ассоциациями штатов, а Национальная федерация ассоциаций старших школ штатов (NFHS) устанавливает правила на этом уровне. Правила матчей в целом одинаковы для всех трёх руководящих органов, хотя есть и различия.
По данным компании Statista на февраль 2024 года в США в футбол играли более 14 миллионов человек. В 2017 году Gallup сообщил, что футбол был третьим по популярности командным видом спорта в США, уступая только баскетболу и американскому футболу. Популярность этого вида спорта в США росла с конца 1960-х годов и получила значительный импульс, когда Соединённые Штаты принимали чемпионат мира по футболу 1994 года и чемпионат мира по футболу среди женщин 1999 года.
Высшим уровнем мужского профессионального футбола в США является Major League Soccer (MLS). Предшественником лиги была крупнейшая профессиональная Североамериканская футбольная лига (NASL), которая существовала с 1968 по 1984 год. MLS начала играть в 1996 году с 10 командами и выросла до 29 команд (26 в Соединённых Штатах и 3 в Канаде), с дальнейшим расширением по крайней мере до 30 команд. В настоящее время MLS является крупнейшей профессиональной футбольной лигой первого дивизиона в мире. Сезон MLS длится с февраля по ноябрь, при этом победитель регулярного сезона награждается «Щитом болельщиков», а победитель плей-офф награждается Кубком MLS. При средней посещаемости более 20 000 человек за игру MLS занимает третье место по средней посещаемости среди всех спортивных лиг в США после Национальной футбольной лиги (НФЛ) и Главной лиги бейсбола (MLB) и является седьмой по посещаемости профессиональной футбольной лигой в мире. MLS использует франчайзинговые клубы, аналогичные другим крупным спортивным лигам США, а не модель повышения и понижения, используемую для клубного футбола в других странах, таких как Великобритания.
Первая женская профессиональная футбольная лига в США была образована после успеха женского чемпионата мира 1999 года. Женская объединённая футбольная ассоциация (WUSA) просуществовала всего три года с 2001 по 2003 год и включала многих звезд чемпионата мира, включая Миа Хэмм, Мишель Акерс и Брэнди Честейн. Её преемница Женская профессиональная футбольная лига (WPS) существовала с 2009 по 2012 год. В настоящее время высшей профессиональной лигой женского футбола в стране является Национальная женская футбольная лига (NWSL); она была образована в 2012 году, а игры начались в 2013 году. Сезон NWSL длится с весны до начала осени (обычно с апреля по октябрь).
Американские футбольные болельщики следят за национальными сборными США в международных соревнованиях. Финал мужского чемпионата мира 2014 года собрал у экранов 26,5 миллиона зрителей, а финал женского чемпионата мира по футболу 2015 года с участием сборных США и Японии привлёк рекордные 26,7 миллиона зрителей, опередив финальные игры Мировой серии 2014 года или финал НБА 2015 года. Женская сборная выиграла четыре титула женского чемпионата мира и пять золотых медалей на летних Олимпийских играх, а мужская сборная играла на каждом чемпионате мира с 1990 по 2014 год и вернулась на чемпионат мира в 2022 году.

## Терминология
В Соединённых Штатах футбол в основном называют «соккером», поскольку термин «футбол» в основном используется для обозначения американского футбола.

## История

### Начало и упадок
Долгое время считалось, что история футбола попал в Соединённых Штатах начинается на острове Эллис в 1860-х годах. Однако исследования 2013 года показали, что в футбол в Штатах начали играть в конце 1850-х в Новом Орлеане, куда игру привезли ирландские, английские, шотландские, итальянские и немецкие иммигранты. Именно в Новом Орлеане проводились многие из первых игр в футбол в Америке.
Футбольный клуб «Онайда», основанный в Бостоне в 1862 году, считается первой в Соединённых Штатах организованной командой, игравшей в какой-либо вид футбола. Проблема в том, что до сих пор ведутся споры о том, какие правила использовал клуб, которому часто приписывают изобретение «Бостонской игры», неформального местного варианта, сочетавшего в себе регби и футбол и предшествовавшим кодификации правил американского футбола. Известно, что в 1869 году команды Колледжа Нью-Джерси и Ратгерского университета провели первую в история США межвузовскую футбольную игру. Хотя в каждой команде было по 25 игроков, использование футбольного мяча и правила, основанные на правилах Футбольной ассоциации 1863 года, возможно, делают её первым студенческим футбольным матчем и рождением футбола в Соединённых Штатах.
Тем не менее, самая ранняя известная игра организованного футбола по правилам Футбольной ассоциации 1863 года в Соединённых Штатах была сыграна 11 октября 1866 года в Уокешо (штат Висконсин).
Первой федерацией в этом виде спорта стала созданная в 1884 году Американская футбольная ассоциация (AFA), которая стремилась стандартизировать правила для футбольных команд, базирующихся на северо-востоке США, особенно в северном Нью-Джерси и южном штате Нью-Йорк. К 1886 году влияние AFA распространилось на Пенсильванию и Массачусетс. В течение года после своего основания AFA провела первый в истории футбола в США турнир, известный как Американский кубок. Первые двенадцать лет в соревновании доминировали клубы из Нью-Джерси и Массачусетса. Только в 1897 году Американский кубок впервые выиграл клуб не из этих двух штатов (Philadelphia Manz из Пенсильвании). Из-за конфликтов внутри AFA розыгрыш кубка был приостановлен в 1899 году и возобновлён в 1906 года.

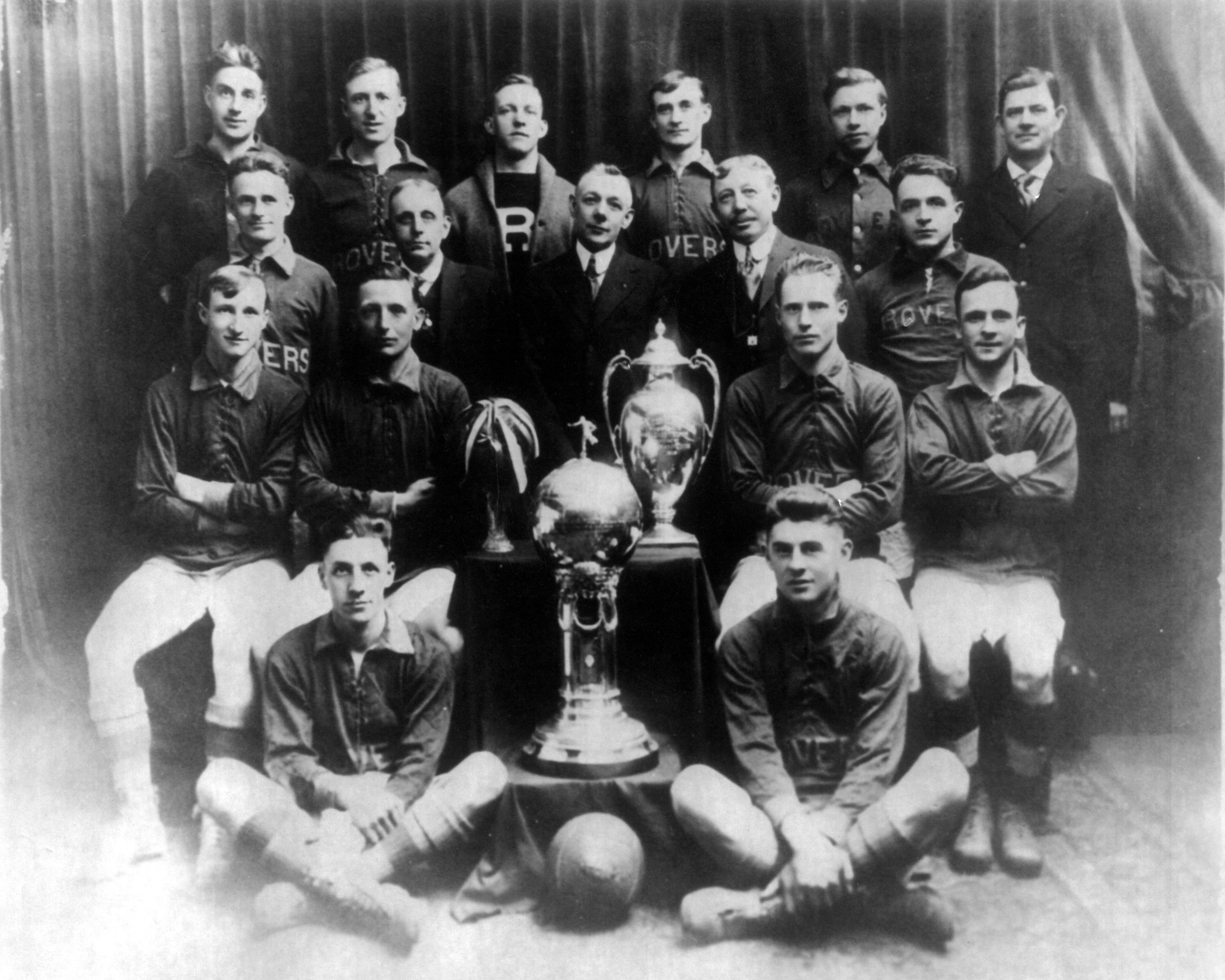
Fall River Rovers 1917 года был среди немногих клубов, которые выиграли и Национальный кубок вызова, и Американский кубок.

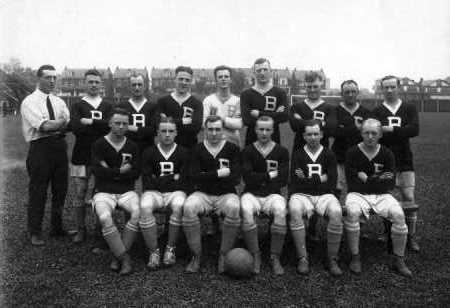
Команда Bethlehem Steel к июлю 1921 года успела 6 раз стать чемпионом США.

Первые футбольные организации и клубы в США в основном использовали название «футбол», например: AFA (основана в 1884 году), Американская любительская футбольная ассоциация (1893 год), Американская лига профессионального футбола (1894 год), полупрофессиональная Национальная футбольная лига (1895 год) и Южная футбольная лига Новой Англии (1914 год). Со временем усиливающаяся путаница между терминами american football и association football («футбол по правилам Ассоциации») в конечном итоге привела к более использованию термина соккер в отношении association football. Слово «соккер», первоначально рассматриваемое как британское сленговое, начало использоваться в конце 1910-х и начале 1920-х годов. Так, созданная в 1921 году профессиональная футбольная лига уже называлась Американская лига соккера (ASL). В то же время руководящий орган этого вида спорта в США, созданный в 1913 году, не имел слова «соккер» в своём названии до 1945 года, когда стал называться United States Soccer Football Association. Окончательно слово «футбол» из названия федерации исчезло только в 1974 году, когда она стала United States Soccer Federation, часто называясь просто U.S. Soccer.
В октябре 1911 года был создан Американская любительская футбольная ассоциация (AAFA), которая конкурировала с AFA за право быть руководящим органмо футбола в США. Ассоциация быстро распространилась за пределы Северо-Востока и уже в 1912 году учредила своё собственное соревнование, Кубок Американской любительской футбольной ассоциации.
Конфликты внутри AFA привели к движению за создание по-настоящему национального органа для надзора за американским футболом. В 1913 году и AAFA, и AFA подали заявки на членство в ФИФА, международном руководящем органе футбола. Опираясь как на своё положение старейшей футбольной организации, так и на статус организатора Американского кубка, AFA утверждала, что она должна быть общенационально признанным органом. Позже в том же году AAFA получила преимущество над AFA, когда несколько организаций AFA перешли в AAFA.
5 апреля 1913 года AAFA реорганизовалась в Ассоциацию футбола США (USFA), в настоящее время известную как Федерация футбола США. ФИФА быстро предоставила ей временное членство и USFA начала оказывать своё влияние на этот вид спорта. Это привело к созданию осенью того же года Национального кубка вызова, который существует до сих пор как Открытый кубок США. Популярность нового турнира быстро росла и вскоре он затмил Американский кубок. Однако оба кубка разыгрывались одновременно в течение следующих десяти лет. Снижение уважения к AFA привело к отказу нескольких ассоциаций участвовать в её кубковом турнире в 1917 году. Дальнейшая конкуренция возникла в 1924 году, когда USFA был учредила Национальный любительский кубок. Это стало похоронным звоном для Американского кубка, последний розыгрыш которого состоялся в 1924 году.
В 1920-х Американская лига соккера (ASL) соперничала с Национальной футбольной лигой, уступая по популярности только Главной лиге бейсбола. Однако «футбольная война» между USFA и ASL в сочетании с началом Великой депрессии в 1929 году привела к упадку ASL в 1933 году и ликвидации профессионального футбола в США вообще; однако этот вид спорта продолжал существовать в любительских и полупрофессиональных лигах. Национальная футбольная команда участвовала в первых двух чемпионатах мира ФИФА, сумев выйти в полуфинал первого турнира и квалифицировавшись на следующий в Италии, где сборная США была выбита в первом матче будущими чемпионами мира Италией.

### Возрождение и рост
Возрождение футбола в США началось со студенческого футбола, популярность которого стала расти после санкционированием NCAA ежегодного чемпионата по футболу среди мужчин. В 1959 году первый чемпионат выиграла команда Сент-Луисского университета.

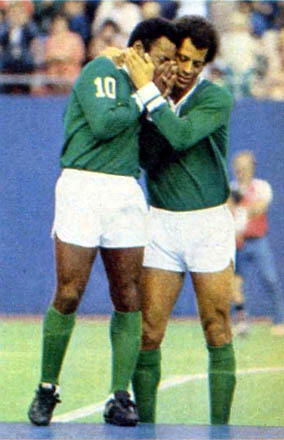
Карлос Альберто утешает Пеле в конце прощального матча Пеле в октябре 1977 года.

В 1967 году были основаны две профессиональные футбольные лиги: Объединённая футбольная ассоциация и Национальная профессиональная футбольная лига, которые уже через год объединились в Североамериканскую футбольную лигу (NASL). После того как Пеле подписал контракт на три сезона (1975-1977 годы) с клубом «Нью-Йорк Космос» популярность NASL значительно возросла. Благодаря этому контракту Cosmos не только привлекли много рекламодателей, но и подняли посещаемость своих матчей. В конце 1970-х годов средняя посещаемость команды, превышающая 40 000, была самой высокой в лиге; это помогло ей стать «выдающимся клубом» лиги, как в коммерческом, так и в соревновательном плане. Примеру «Космоса» последовали некоторые другие клубы, привлекая звёзд из-за рубежа, что положительно сказалось на посещаемости лиги. Однако чрезмерные расходы на иностранных звезд привели многие команды к банкротству, и по мере сокращения лиги уменьшался и интерес болельщиков. В результате, расцвет начала 1980-х быстро сменился упадком и уже в 1984 году NASL распалась из-за финансовых проблем. Популярность мини-футбола, а точнее его разновидности известной под название шоубол, достигла пика в 1980-х годах, когда мини-футбольными лигами управляли NASL и Major Indoor Soccer League.
В 1970-х и 1980-х годах продолжала расти популярность студенческого футбола Матч между командами Сент-Луисского университета и их давними соперниками из команды Университета Южного Иллинойса в Эдвардсвилле 30 октября 1980 года собрал рекордные для колледжей 22 512 болельщиков.. Женский студенческий футбол получил значительный импульс к развитию в 1972 году с принятием Раздела IX, который предписывал равное финансирование женских спортивных программ, что привело к тому, что колледжи стали создавать женские команды, одобренные NCAA. К 1984 году в футбол играло больше колледжей (532), чем в американский футбол (505).
В 1967 году в США в футбол играло 100 000 человек; к 1984 году число игроков превысило 4 миллиона. В 1970-х и 1980-х годах женский футбол в старших классах школ пережил колоссальный рост числа игроков — с 10 000 в 1976 году до 41 000 в 1980 году и до 122 000 в 1990 году.
Футбольные матчи Летних Олимпийских игр 1984 года в Лос-Анджелесе были хорошо посещаемы. Пять матчей привлекли более 75 000 болельщиков, а два футбольных матча на стадионе Rose Bowl в Пасадине (штат Калифорния) посетили более 100 000 болельщиков каждый. Эти высокие показатели посещаемости были одним из факторов, которые ФИФА приняла во внимание в 1988 году, когда решила проедоставить Соединённым Штатам право проведения чемпионата мира 1994 года.
Интерес к футболу в Соединённых Штатах продолжал расти в 1990-х годах. Этот рост в значительной степени объясняется проведением в стране чемпионата мира по футболу в 1994 году, что привлекло к этому виду спорта больше внимания как со стороны СМИ, так и со стороны любителей спорта. Турнир прошёл успешно, при средней посещаемости в 68 991 человек, рекордной для чемпионатов мира. Кроме того, чемпионат мира 1994 года вопреки опасениями телевещателей привлёк многочисленную телевизионную аудиторию в США.
В рамках заявки Соединённых Штатов на проведение чемпионата мира 1994 года американская федерация футбола обязалась создать профессиональную лигу. Высшая футбольная лига (MLS) была запущена в 1996 году, что помогло развить американских игроков таким образом, который был бы невозможен без внутренней лиги. Многие из этих игроков соревновались на чемпионате мира по футболу 2002 года, на которой сборная США вышла в четвертьфинал, что стало её лучшим результатом в современную эпоху. Команда прошла отбор на семь чемпионатов мира подряд с 1990 по 2014 год, прежде чем не пройти отбор на турнир 2018 года, первый с 1986 года. Американская сборная вернулась на мундиаль в 2022 году, где ей удалось повторить свои выступления 2010 и 2014 годов.
Рост женского футбола в 1990-х годах помог повысить общий интерес к футболу в Соединённых Штатах. Количество женских студенческих футбольных команд увеличилось с 318 в 1991 году до 959 в 2009 году. В Соединённых Штатах прошли два чемпионата мира по футболу среди женщин, 1999 и 2003 годов. Более 90 000 зрителей на стадионе Rose Bowl на финале чемпионата мира по футболу среди женщин 1999 года, в котором играли сборные США и Китая на протяжении более 20 лет были рекордной аудиторией в мире, которая наблюдала за любым женским спортивным событием.

## Популярность
По данным ФИФА на 2006 год в Соединённых Штатах почти 24,5 млн человек играло в футбол (2-е место в мире после Китая), при этом, в Федерации футбола США было зарегистрировано 4,2 миллиона игроков (2,5 миллиона мужчин и 1,7 миллиона женщин), причём по количеству зарегистрированных футболисток США были на первом месте в мире. По тем же данным, США Федерация футбола США занимала первое место в мире по количеству молодых футболистов (3,9 млн игроков в возрасте до 18 лет, в том числе, 2,34 млн мальчиков и 1,56 млн девочек). По данным Ассоциации спорта и фитнеса США в 2020 году 17,8 млн американцев играли в футбол, считая футзал. По данным компании Statista на февраль 2024 года в США в футбол играли более 14 миллионов человек. Молодёжная спортивная организация US Youth Soccer ежегодно регистрирует около 2,5 миллионов игроков в возрасте до 18 лет.
Американцы в возрасте от 12 до 24 лет считают профессиональный соккер своим вторым любимым видом спорта после американского футбола. Ежегодный спортивный опрос ESPN показывает, что футбол является четвёртым по популярности командным видом спорта в Соединённых Штатах каждый год с тех пор, как обогнал хоккей в 2006 году; по состоянию на 2011 год 8,2 % американцев считают футбол своим любимым видом спорта (по сравнению с 3,8 % для хоккея с шайбой). По состоянию на 2012 год в 30 % американских домохозяйств есть кто-то, кто играет в футбол, что уступает только бейсболу. Опрос Harris Interactive 2012 года показал, что футбол является пятым любимым командным видом спорта, при этом 2 % американцев считают футбол своим любимым видом спорта (по сравнению с 5 % для хоккея с шайбой). По данным опроса ESPN Sports, проведённого в 2011 году, футбол был признан вторым по популярности видом спорта в стране среди людей в возрасте от 12 до 24 лет. В 2013 году Лионель Месси стал первым футболистом, когда-либо вошедшим в десятку самых популярных спортсменов в США по опросу ESPN, хотя он не был включён в десятку лучших по опросу Harris. Опрос Gallup, проведённый в 2017 году, показал, что футбол почти так же популярен, как бейсбол: 7 % американцев назвали его своим любимым видом спорта, а бейсбол таким признали 9 %. Исследование, проведённое той же компанией в 2018 году показало, что соккер является четвёртым по популярности видом спорта в США после американского футбола, баскетбола и бейсбола. Согласно опросу, проведённому Алексом Сильверманом из Morning Consult в 2022 году, только 32 % взрослых американцев считали себя футбольными фанатами и лишь 7 % заявили, что являются «ярыми фанатами» этого вида спорта», что ставило футбол лишь на 7-е место. Зато футбол лидировал среди молодых и испаноязычных взрослых.
В 2011 году футбольный симулятор FIFA занял второе место по популярности среди видеоигр в стране, уступив только симулятору американского футбола Madden NFL. В 2023 году футбольный симулятор FIFA]] занял третье место по популярности среди спортивных видеоигр в США после NBA 2K и Madden NFL.

### Посещаемость
| Зрители | Турнир   | Команды              | Стадион         | Ист.   |
| ------- | -------- | -------------------- | --------------- | ------ |
| 109 318 | МКЧ 2014 | МЮ 3–1 Реал          | Мичиган Стэдиум | [ 51 ] |
| 105 826 | МКЧ 2016 | Реал 3–2 Челси       | Мичиган Стэдиум | [ 52 ] |
| 101 799 | ОИ 1984  | Франция 2–0 Бразилия | Роуз Боул       | [ 51 ] |
| 101 254 | МКЧ 2018 | МЮ 1–4 Ливерпуль     | Мичиган Стэдиум | [ 53 ] |
| 100 374 | ОИ 1984  | СФРЮ 2–1 Италия      | Роуз Боул       | [ 51 ] |
| 97 451  | ОИ 1984  | Франция 4–2 СФРЮ     | Роуз Боул       | [ 51 ] |
| 94 194  | ЧМ 1994  | Бразилия 0–0 Италия  | Роуз Боул       | [ 51 ] |

| Зрители | Турнир   | Команды                    | Стадион          | Прим.  |
| ------- | -------- | -------------------------- | ---------------- | ------ |
| 90 185  | ЖЧМ 1999 | США 5–4 (пен.) Китай       | Роуз Боул        | [ 54 ] |
| 78 972  | ЖЧМ 1999 | США 3–0 Дания              | Джайантс Стадиум | [ 54 ] |
| 76 489  | ОИ 1996  | США 2–1 Китай              | Сэнфорд Стэдиум  | [ 54 ] |
| 73 123  | ЖЧМ 1999 | США 2–0 Бразилия           | Стэнфорд Стэдиум | [ 54 ] |
| 65 080  | ЖЧМ 1999 | США 7–1 Нигерия            | Солджер Филд     | [ 54 ] |
| 65 080  | ОИ 1996  | США 2–1 (доб.вр.) Норвегия | Сэнфорд Стэдиум  | [ 54 ] |
| 64 196  | ОИ 1996  | США 3–0 Дания              | Ситрес Боул      | [ 54 ] |

Многие футбольные матчи в Соединённых Штатах собирают большую аудиторию, особенно международные. Так, игру Международного кубка чемпионов 2014 года между мадридским «Реалом» и «Манчестер Юнайтед» на Мичиган Стэдиум в Энн-Арборе (штат Мичиган) посетило 109 318 человек, что является рекордом для футбольных матчей в США.
Матчи четвертьфинала Золотого кубка 2009 года привлекли более 82 000 человек на Cowboys Stadium (теперь известный как AT&T Stadium). В период с 2008 по 2011 год сборная США трижды играла в Ист-Ратерфорде (штат Нью-Джерси), каждый раз собирая более 78 000 болельщиков. В последние годы сборные США и Мексики играли в США перед аудиторией, каждый раз превышающей 60 000 человек.
Также в последние годы многие европейские клубы высшего дивизиона, такие как английские клубы «Манчестер Юнайтед» и «Челси», а также испанские клубы «Реал Мадрид» и «Барселона», проводили часть своих предсезонных летних сборов, играя матчи в Соединённых Штатах, неизменно собирая множество болельщиков. Средняя посещаемость международного турнира World Football Challenge 2009 года превысила 56 тысяч человек, а три игры с участием «Челси» собрали более 200 тысяч зрителей, что стало рекордом для иностранных команд в США.
Растущая популярность футбола в США и наличие в этой стране многочисленной диаспоры, в первую очередь латиноамериканской, побудило ряд стран организовать турниры и матчи с участием своих сборных в США. Например, Copa Centroamericana 2014 года, футбольное соревнование для стран Центральной Америки, был проведён в США именно из-за коммерческой привлекательности американского футбольного рынка. Аналогичным образом, Copa América 2016 года также был проведён в США, что стало первым случаем проведения турнира за пределами Южной Америки. США были выбраны местом проведения по финансовым причинам, потому что «рынок находится в Соединённых Штатах, стадионы находятся в Соединённых Штатах… всё находится в Соединённых Штатах».
Кроме того, несколько стран проводят в США товарищеские матчи против соперников, отличных от национальной сборной США. Например, сборная Мексики обычно каждый год планирует несколько товарищеских матчей в США против разных соперников. Сборная Сальвадора также регулярно играет товарищеские матчи в США, часто в районе Вашингтона (округ Колумбия), где проживает большая сальвадорская община. Сборные Бразилии, Аргентины и Колумбии также играют матчи в США. Это связано с тем, что в США больше подходящих площадок для проведения соревнований.
Большую аудиторию собирают и внутренние матчи. Так, финал Кубка MLS 2018 года посетило 73 019 человек, что выше предыдущего рекорда в 61 316 человек, установленного в финале Кубка 2002 года. На тот момент это была самая посещаемая игра в истории MLS. Новый рекорд посещаемости матча MLS был установлен 5 марта 2022 года, когда 74 479 болельщиков посетили первый домашний матч AR «Шарлотт » на Банк оф Америка Стэдиум. Этот рекорд был впоследствии побит 4 июля 2023 года, когда 82 110 зрителей посетили лос-анджелеское дерби между «Лос-Анджелес Гэлакси» и ФК «Лос-Анджелес» на стадионе «Роуз Боул».

### Региональная популярность
Популярность футбола в США варьируется от региона к региону, а иногда и от города к городу. Например, в Атланте, Шарлотт и Сиэтле матчи местных команд MLS собирают более 35 000 зрителей, в Портленде и Орландо именно у футбольных команд самая высокая посещаемость среди всех местных профессиональных спортивных клубов, хотя она и составляет чуть более 20 000 зрителей; в Цинциннати посещаемость матчей местной команды была сопоставима с посещаемостью Второй Бундеслиги в Германии, прежде чем её пригласили в Major League Soccer.
В остальных частях Соединённых Штатов ситуация различается. Так, клуб «Чикаго Файр» отметился самой низкой средней посещаемостью в MLS в 2019 году — 12 324 зрителя на игру. Калифорния хорошо представлена командами в большинстве профессиональных и полупрофессиональных лиг, но отстаёт по посещаемости в MLS. В более крупных штатах и городах (особенно на северо-востоке и в Калифорнии) международные клубные матчи гораздо популярнее, чем игры MLS или USL, как с точки зрения посещаемости, так и телевизионных рейтингов.
Профессиональные взрослые команды практически отсутствуют в штатах Прерий и Скалистых гор к северу от Омахи и полностью отсутствуют на Гавайях. Однако в этих регионах существуют студенческие любительские лиги до 23 лет и региональные взрослые и юниорские лиги. На Аляске полупрофессиональная Last Frontier Conference примерно на 5-м уровне является частью Объединённой футбольной премьер-лиги.
Международные товарищеские матчи клубов часто собирают больше зрителей, чем матчи большинства лиг команд из США, в том числе в регионах, которые не представлены крупными национальными клубами, например, в Мичигане и Мэриленде. Например, матч Международного кубка чемпионов 2014 года между «Манчестер Юнайтед» и «Реалом» собрал на Мичиган 109 318 зрителей.

## Национальные сборные США
На международных соревнованиях представляют США мужские и женские национальные сборные США по футболу разных возрастов.

### Мужская сборная

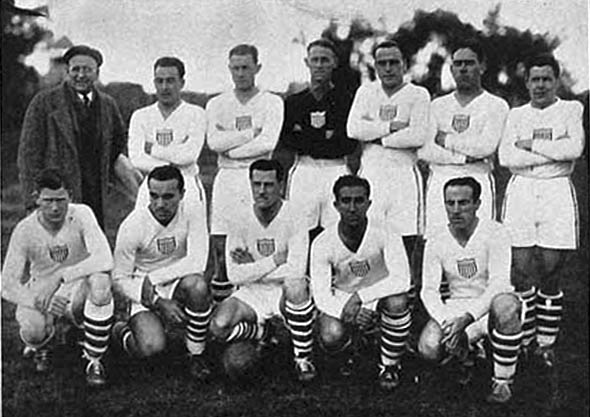
Сборная США на чемпионате мира по футболу 1930 года в Уругвае.

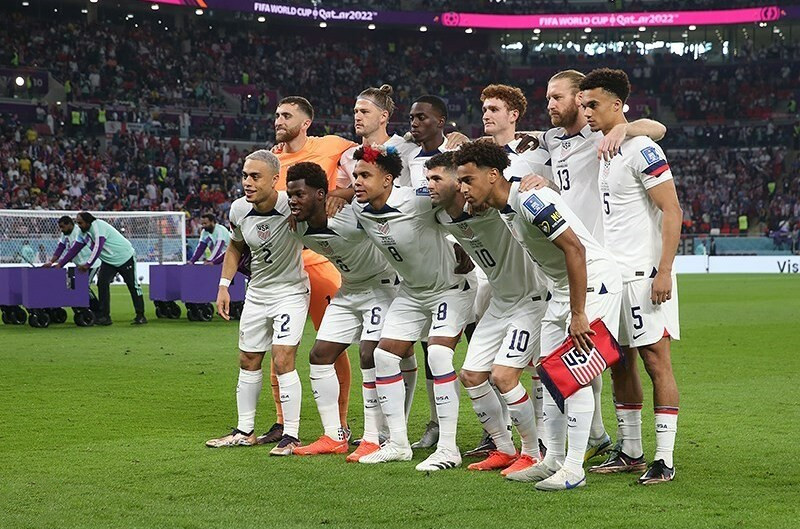
Сборная США перед стартовым матчем чемпионате мира по футболу 2020 года в Катаре.

Мужская сборная США участвует в чемпионате мира и Кубке конфедераций, а также в Золотом кубке КОНКАКАФ и других соревнованиях по приглашению.
Первые два чемпионата мира оказались довольно успешными для сборной США. На чемпионате мира в 1930 году она заняла третье место и смогла пробиться на следующий чемпионат мира 1934 года, где хотя и вылетела уже в 1/8 финала, но уступила при этом будущим чемпионам, итальянцам. Следующий американцы сыграли на чемпионате мира только в 1950 году, где они одержали ставшую легендарной победу над Англией со счетом 1:0 в групповом раунде. После 1950 года США не участвовали в финальных турнирах чемпионатов мира 40 лет.
На мировую арену сборная США вернулась в 1989 году, сумев занять второе место на Чемпионат наций КОНКАКАФ 1989 года и получив путёвку на чемпионат мира 1990 года в Италии. Почти четверть века после этого, с 1990 и по 2014 год команда неизменно участвовала во всех чемпионатах мира. Наибольших успехов в 1990-х—2000-х годах США добивались на домашнем чемпионате мира 1994 года, обыграв Колумбию и выйдя в плей-офф, где уступили Бразилии в 1/8 финала, в 2002 году, выйдя в четвертьфинал, победив Мексику, и в 2010 году, заняв первое место в своей группу.
На чемпионат мира 2018 года в России сборная США не попала, заняв лишь пятое место в завершающем раунде отборочного турнира зоны КОНКАКАФ. В 2022 году в Катаре американцы вышли в 1/8 финала, где проиграли сборной Нидерландов.
Сборная США участвовала в Кубке конфедераций 2009 года, где в полуфинале победила чемпионов Европы и будущих чемпионов мира испанцев, занимавшую первое место, а затем проиграли в финале бразильцам со счетом 2—3. На региональном уровне национальная сборная также улучшила свои показатели. С 1989 года американцы девять раз подряд выходили финал двухгодичного Золотого кубка КОНКАКАФ, выиграв его семь раз: в 1991, 2002, 2005, 2007, 2013, 2017 и 2021 годах.
В 2021 году сборная США выиграла первую Лигу наций КОНКАКАФ, обыграв Мексику со счетом 3-2 в дополнительное время благодаря героизму резервного вратаря США Итана Хорвата, вышедшего на поле на 67-й минуте после травмы основного вратаря Зака Стеффена.
Помимо основной национальной сборной есть сборные команды в разных возрастах, в том числе, олимпийская команда, состоящая в основном из игроков до 23 лет, молодёжная (U20) и юношеская (U17), у которых есть чемпионаты мира своего возраста.

### Женская сборная

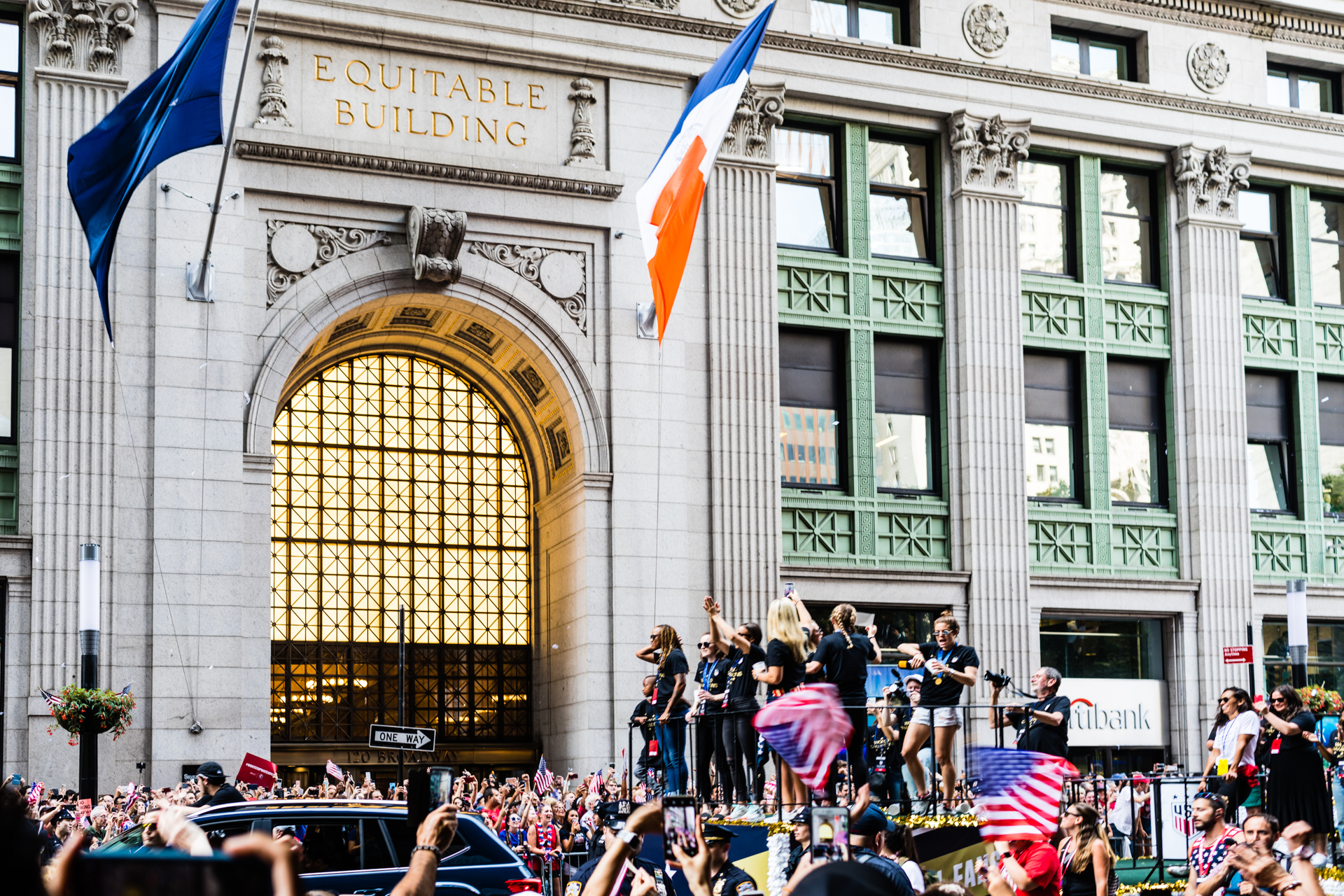
Женская сборная США на параде в свою честь после победы на чемпионате мира 1999 года.

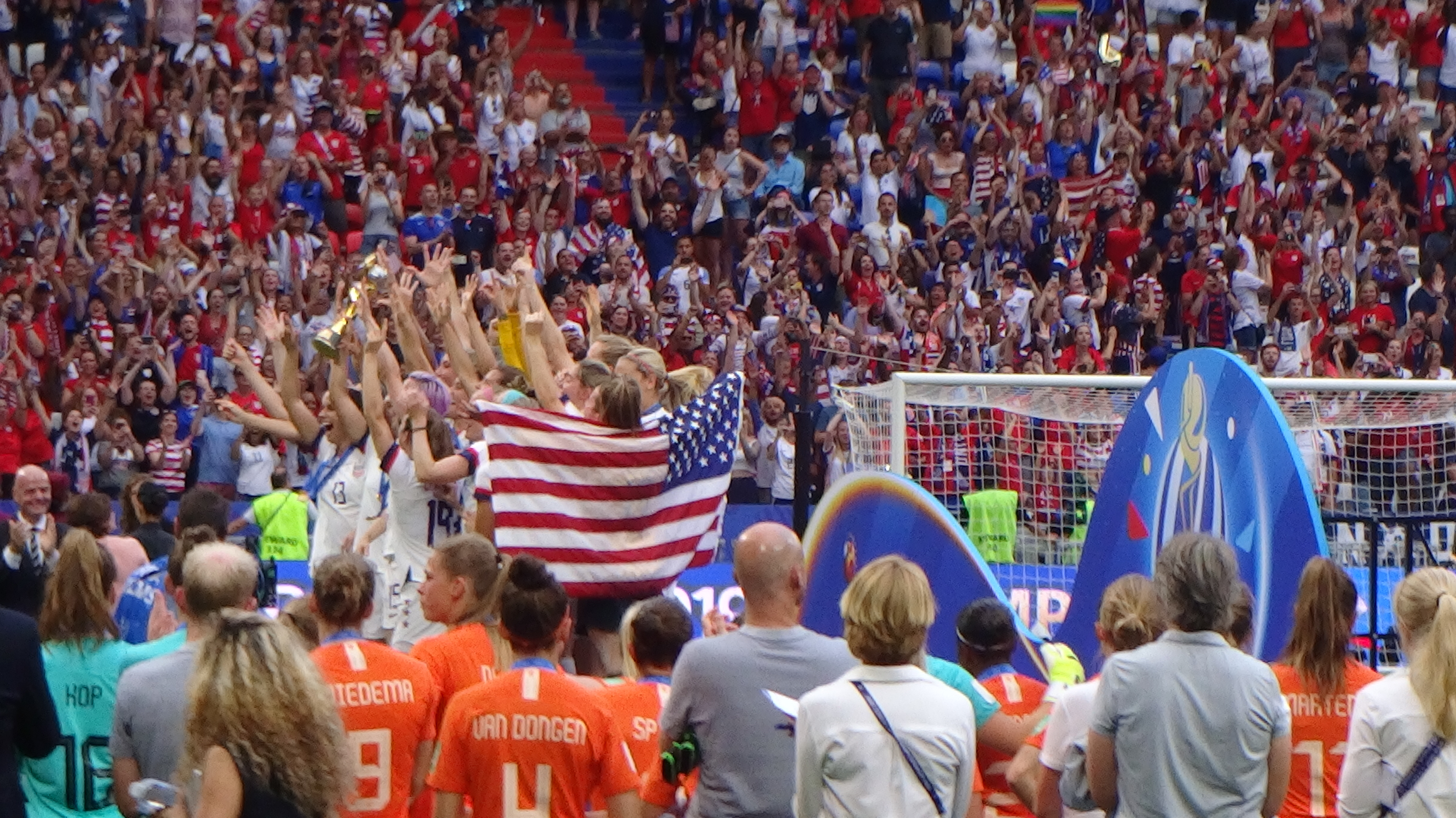
Сборная США получает свои чемпионские медали в Париже в 2019 году.

В 1985 году Федерация футбола США поручила тренеру Майку Райану отобрать игроков колледжей для участия в женском международном турнире Мундиалито в Италии, который стал дебютным для женской сборной США по футболу. Свой первый матч команда сыграла 18 августа 1985 года, проиграв Италии со счетом 0:1 и закончила турнир на четвёртом месте, не сумев выиграть оставшиеся матчи против Дании и Англии.
В дальнейшем женская сборная США по футболу 1900-х годов участвовали в женских чемпионатах мира, летних Олимпийских играх и Кубке Алгарве, а также в женских чемпионатах КОНКАКАФ и других соревнованиях. Женская сборная США была одной из лучших национальных сборных в истории женского футбола, выиграв четыре чемпионата мира (в 1991, 1999, 2015 и 2019 годах), четыре олимпийских золотых медали (в 1996, 2004, 2008 и 2012 годах), 9 чемпионатов КОНКАКАФ (в 1991, 1993, 1994, 2000, 2002, 2006, 2014, 2018 и 2022 годах) и 10 Кубков Алгарве (в 2000, 2003, 2004, 2005, 2007, 2008, 2010, 2011, 2013 и 2015 годах). После победы на чемпионате мира 2015 года сборная США вернула себе первое место в женском мировом рейтинге ФИФА, опередив Германию, и удерживала первое место большую часть времени с момента начала рейтинга в 2003 году, ни разу не опускаясь ниже второго места.
Есть несколько факторов, которые могли способствовать доминированию женской национальной сборной США по футболу. Во-первых, это относительное отсутствие внимания к женской игре в некоторых традиционных странах, играющих в футбол. Бенджамин Моррис в 2015 году писал на принадлежащем ESPN портале FiveThirtyEight:
Как бы сильно остальной мир ни любил футбол, он гораздо медленнее принимал женскую игру, чем США. В Англии женщины, играющие в футбол, были фактически запрещены (по крайней мере, на площадках, где играли мужские команды) с 1921 по 1971 год, а в Германии это было запрещено с 1955 по 1970 год. Примерно в то время, когда в Соединённых Штатах принимали Раздел IX, женский международный футбол фактически не существовал. По данным ФИФА, в 1971 году было всего три национальные команды и было сыграно два международных матча.
Кроме того, после принятия в 1972 году Раздела IX американские школы и колледжи неуклонно развивали женский футбол. По данным Национальной федерации ассоциаций старших школ штатов (NFHS), в США в конце 1970-х годов в школах в футбол играло чуть более 10 000 девочек. Это число возросло до 120 000 К 1991 году, когда женская сборная завоевала свой первый титул чемпиона мира, в футбол играло уже 120 000 школьниц, а к 1999 году, году второго титула чемпиона мира, уже 250 000. В 2015 году в школах в футбол играло около 375 000 девочек, что составляло 47 % всех игроков школьного футбола, а футбол обогнал софтбол и стал третьим по популярности командным видом спорта среди девушек. В колледжах 53 % всех игроков NCAA в футбол — женщины, а на самом высоком уровне, в Дивизионе I, этот процент возрастает до 61 %.
Другим фактором, способствующим быстрому развитию женской сборной США, является роль женщин в американском обществе, которая включает относительное равенство (особенно отказ от жёстких гендерных ролей) для женщин в Соединённых Штатах по сравнению со многими другими странами. Это также отражено в официальной политике правительства в отношении женщин в спорте, в частности, в Разделе IX, который в целом требует, чтобы любое учебное заведение, получающее федеральные государственные средства, поддерживало мужские и женские образовательные программы в равной степени. Подход США к развитию футбола среди женщин послужил моделью для программ развития женщин в других странах на всех уровнях.
Однако, как указал в своей статье Бенджамин Моррис, США не воспринимают взрослый женский футбол так же серьёзно, как некоторые другие страны, в частности Германия. В расчёте на душу населения в США и Германии по сути одинаковое участие в футболе среди девочек. Однако эти две страны сильно различаются по возрастному профилю зарегистрированных женщин-игроков. Почти 95 % зарегистрированных женщин-игроков в США — это молодые люди, в отличие от 31 % в Германии. В результате в Германии зарегистрировано 650 000 взрослых женщин-игроков, а в США всего 100 000.

## Футбольные лиги США
Система футбольных лиг США, иногда называемая американской футбольной пирамидой, представляет собой ряд профессиональных, полупрофессиональных и любительских футбольных лиг, базирующихся, полностью или частично, в Соединённых Штатах. Руководящий орган страны по этому виду спорта, Федерация футбола США, контролирует систему лиг и несёт ответственность за санкционирование профессиональных лиг, разделяя их на три уровня, называемых дивизионами, при этом все другие лиги, санкционированные USSF, не имеют официального назначенного уровня или дивизиона. Лиги сами несут ответственность за приём и управление отдельными командами. Профессиональные лиги в США не связаны системой повышения и понижения, типичной для футбола в других странах. Автоматическое повышение и понижение между её лигами, как и во многих других странах, рассматривалось Объединённой футбольной лигой (USL), которая управляет несколькими профессиональными мужскими и женскими лигами, но так и не было реализовано; хотя случаи добровольного повышения и понижения в классе имели место.
Любительские лиги в Соединённых Штатах регулируются Ассоциацией взрослого футбола США (USASA), единственной любительской футбольной организацией в стране, санкционированной USSF. Некоторые любительские лиги, санкционированные USASA, используют систему повышения и понижения в классе между разными уровнями своих лиг. Однако никогда не предлагалась система повышения на основе заслуг для «национальных» лиг USASA, NPSL и League Two.
По практическим и историческим причинам некоторые команды из Бермудских островов, Канады и Пуэрто-Рико (которое ФИФА считает отдельной страной) также могут соревноваться в этих лигах. Однако эти команды не имеют права участвовать в Открытом кубке США и не могут представлять Соединённые Штаты в Кубке чемпионов КОНКАКАФ, поскольку они не входят в U.S. Soccer.
Студенческий футбол в США санкционируется органами, не находящимися под прямым контролем USSF, наиболее важным из которых является Национальная ассоциация студенческого спорта (NCAA).

### Мужские лиги
| Дивизион | Профессиональные лиги, признанные USSF        | Профессиональные лиги, признанные USSF        | Профессиональные лиги, признанные USSF        |
| -------- | --------------------------------------------- | --------------------------------------------- | --------------------------------------------- |
| I        | Major League Soccer 29 клубов — 2 конференции | Major League Soccer 29 клубов — 2 конференции | Major League Soccer 29 клубов — 2 конференции |
| II       | Чемпионшип ЮСЛ 24 клуба — 2 конференции       | Чемпионшип ЮСЛ 24 клуба — 2 конференции       | Чемпионшип ЮСЛ 24 клуба — 2 конференции       |
| III      | MLS Next Pro 29 клубов — 2 конференции        | NISA 9 клубов                                 | USL League One 12 клубов                      |

Система футбольных лиг США определена только до III дивизиона. Некоторые полупрофессиональные лиги называют себя IV дивизионом, однако U.S. Soccer не признаёт за этими лигами никакие уровни, не назначая номера дивизионов и не санкционируя напрямую ничего ниже III дивизиона. Ниже приведён список полупрофессиональных и любительских лиг США.
| Любительские лиги             | Любительские лиги | Любительские лиги                                                                                  | Любительские лиги |
| Географический охват          | Признанные USASA | Не признанные USASA                                                                                |                   |
| ----------------------------- | --- | -------------------------------------------------------------------------------------------------- | ----------------- |
| Национальные лиги             | Национальная футбольная премьер-лига 92 клуба — 4 региона с 14 конференциями                                                                 | Вторая лига ЮСЛ 128 клубов — 4 конференции с 18 дивизионами                                        |                   |
| Национальные лиги             | NISA Nation 21 клуб — 4 региона | Объединённая футбольная премьер-лига Премьер-дивизион (Уровень 1) — 4 конференции с 25 дивизионами |                   |
| Национальные лиги             | Лига клубов 5 клубов | |                   |
| Региональные и локальные лиги | USASA Региональные элитные любительские лиги и премьер-лиги штатов Различные премьер-лиги региональные (штаты) и межрегиональные — 4 региона | Объединённая футбольная премьер-лига Дивизион 1 (Уровень 2) — 4 конференции с 17 дивизионами       |                   |
| Региональные и локальные лиги | USASA Лиги штатов Различные, многие с несколькими уровнями — 54 лиги штатов                                                                  | |                   |

1. 1 2 3  В течение регулярного сезона команды играют с соперниками из других конференций.
2. ↑  Уровни, указанные здесь, являются приблизительными и не обозначены конкретно USSF.
3. 1 2 3 4  Официальные игры между регионами/конференциями/дивизионами проводится только на этапе плей-офф.
4. 1 2  На 2 уровнях UPSL насчитывается более 250 клубов
5. ↑  Старт заланирован на весну 2025 года.
6. ↑  Уровни, указанные здесь, являются приблизительными и не обозначены конкретно USSF.
7. ↑  Некоторые из этих лиг связаны с NISA Nation. Количество уровней варьируется в пределах отдельных лиг.
8. 1 2  Нет официальных соревнований между конференциями/регионами

### Женские лиги
| Дивизион                                       | Женские профессиональные лиги USSF | Женские профессиональные лиги USSF                                            | Женские профессиональные лиги USSF                           |
| ---------------------------------------------- | --- | ----------------------------------------------------------------------------- | ------------------------------------------------------------ |
| I                                              | Национальная женская футбольная лига (NWSL) 14 клубов                                                                                               | Национальная женская футбольная лига (NWSL) 14 клубов                         | Суперлига ЮСЛ (USLS) 8 клубов                                |
| II                                             | |                                                                               |                                                              |
| III                                            | WPSL PRO (признание ожидается) 10 клубов (план на 2025)                                                                                             | WPSL PRO (признание ожидается) 10 клубов (план на 2025)                       | WPSL PRO (признание ожидается) 10 клубов (план на 2025)      |
| Любительские лиги, не признанные USSF напрямую | |                                                                               |                                                              |
| [ w 1 ]                                        | Присоединились к USASA | Присоединились к USASA                                                        | Принадлежность будет объявлена позже                         |
| [ w 1 ]                                        | United Women's Soccer (UWS) 40 клубов — 3 конференции                                                                                               | Women's Premier Soccer League (WPSL) 142 клуба — 4 региона с 16 конференциями | USL W League (USLW) 81 клуб — 4 конференции с 12 дивизионами |
| [ w 1 ]                                        | United Women's Soccer 2 (UWS2) 19 клубов — 2 конференции                                                                                            | Women's Premier Soccer League (WPSL) 142 клуба — 4 региона с 16 конференциями | USL W League (USLW) 81 клуб — 4 конференции с 12 дивизионами |
| [ w 1 ]                                        | Ассоциация взрослого футбола США (USASA) 55 ассоциаций штатов в 4 регионах См. Список лиг, входящих в USASA Регион I Регион II Регион III Регион IV |                                                                               |                                                              |

1. ↑  Уровни, указанные здесь, являются приблизительными и не обозначены конкретно USSF.

### Отличие американских лиг от европейских
Система футбольных лиг в Соединённых Штатах существенно отличается от той, которая используется почти во всём остальном мире, например, отсутствием обмена командами между высшими и низшими лигами, наличием младших лиг, что в целом похоже на другие профессиональные спортивные лиги в Северной Америке. Кроме того, в отличие от европейских лиг, команды, играющие в американских футбольных лигах, не являются частными клубами, основанными независимо от лиги, которые присоединяются к ней, чтобы участвовать в её турнирах, а вместо этого обычно являются франшизами самой лиги. Футбольные лиги в Соединённых Штатах имеют и другие черты, общие с другими американскими спортивными лигами, в частности, определение чемпионов путём плей-офф между лучшими командами после завершения регулярного сезона лиги. Раньше у MLS было сбалансированное расписание, но из-за расширения лиги в 2012 году она вернулась к несбалансированному расписанию, которое благоприятствует матчам внутри конференций.
В начале XX века американские футбольные лиги стали больше похожи на лиги в остальном мире. MLS и все лиги USL теперь разрешают игры заканчивать вничью, чего изначально избегали с помощью серии пенальти, если счёт был равным в конце игры (эта практика всё ещё существует в MLS Next Pro). Это было сделано, чтобы не отпугнуть американских спортивных болельщиков, которые не привыкли к ничейным результатам игр, но при этом вызвало недовольство футбольных пуристов, которые видели в этом «американизацию» футбола. MLS начала разрешать ничьи в сезоне 2000 года. Кроме того, лиги MLS и USL теперь не останавливают часы из-за остановок в игре, а вместо этого добавляют время перед перерывом и полным таймом. Часы с обратным отсчётом всё ещё используются в американском школьном и студенческом футболе, а также в большинстве других американских лигах, но были и остаются совершенно чуждыми футболу, в который играют за пределами Соединённых Штатов. MLS приняла международные часы в конце 1999 года. До 2007 года на передней части футболок команд MLS и USL не было рекламы, поскольку коммерческое спонсорство униформы не распространено в американском спорте. Однако, начиная с середины 2000-х годов, клубам было разрешено размещать рекламу на передней части своих футболок.

## Студенческий футбол
В Соединённых Штатах студенческий футбол не находится в ведении Федерации футбола и представлен во многих студенческих спортивных ассоциациях, включая NCAA, NAIA, NCCAA и USCAA. Многие ведущие игроки американского студенческого футбола летом играют за отдельные команды Второй лиги ЮСЛ.
Чемпионат NCAA I дивизиона по футболу среди мужчин, полуфиналы и финалы которого известны как College Cup, является американским межвузовским студенческим футбольным турниром, проводимым NCAA, и определяет чемпиона I мужского дивизиона. Турнир официально проводится с 1959 года, когда первым чемпиононом стала команда Сент-Луисского университета. Текущий формат турнира включает 48 команд, в которых каждому чемпиону конференции Дивизиона I выделяется место. С момента создания I дивизиона чаще других чемпионство завоёвывали Сент-Луис (10 титулов), Индиана (8 титулов) и Виргиния (7 титулов). «Индиана» принимала участие в наибольшем количестве Кубков колледжей (22) и показала более высокий процент побед как в регулярном сезоне, так и в играх плей-офф, чем любая другая команда в I Дивизионе.

## Детский и юношеский футбол

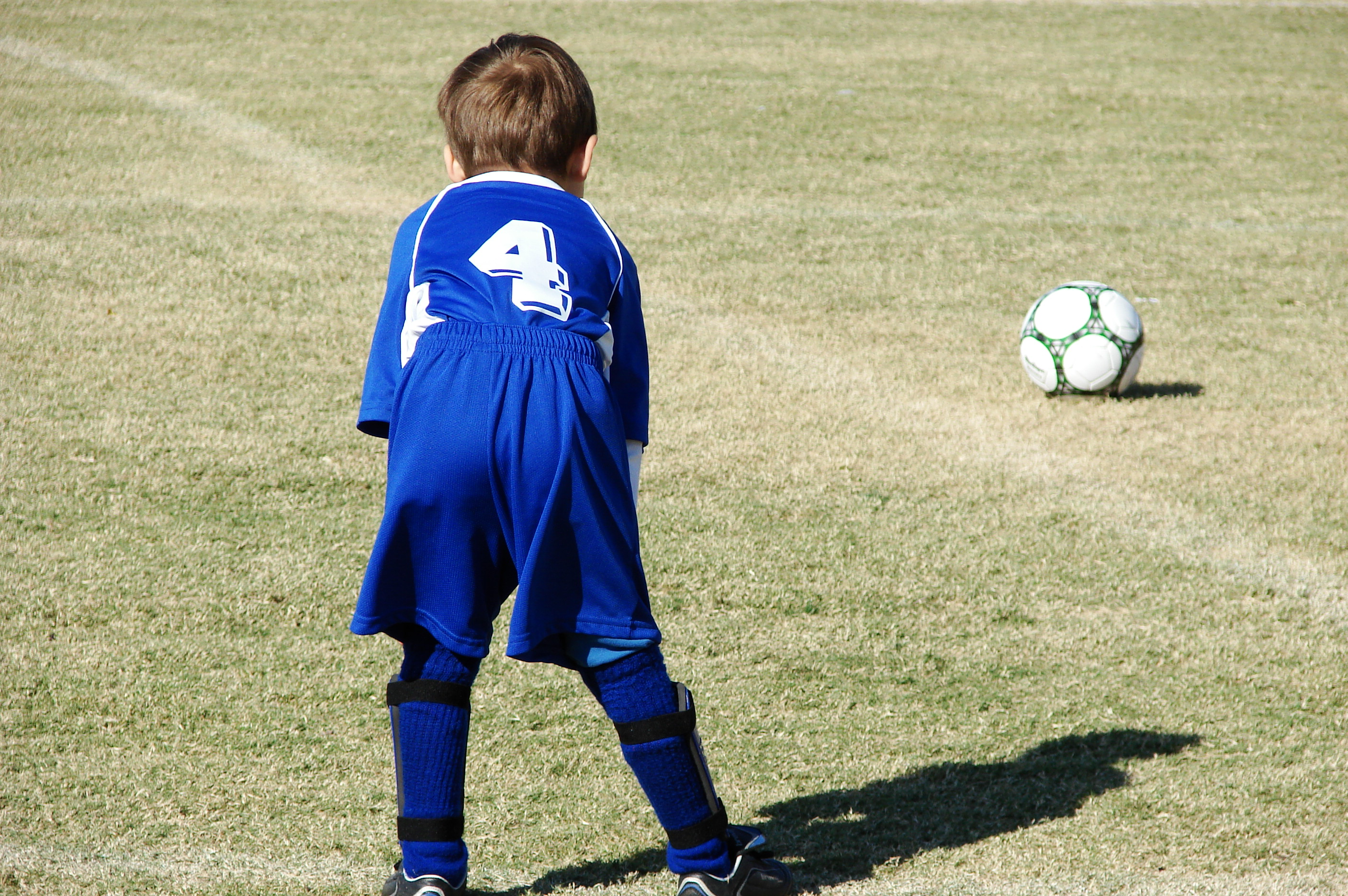
Юный футболист в Техасе.

Футбол — один из самых популярных видов спорта среди детей в Соединённых Штатах/ Количество игроков в школьный футбол более чем удвоилось с 1990 по 2010 год, что обеспечило футболу самые быстрые темпы роста среди всех основных видов спорта в США. По состоянию на 2006 год США были страной № 1 в мире по количеству юных футболистов: в U.S. Soccer на тот год было зарегистрировано 3,9 млн игроков в возрасте до 18 лет (2,34 млн мальчиков и 1,56 млн девочек) В том же 2006 году в Соединённых Штатах в футбол играло больше девочек, чем во всех других странах вместе взятых. В 2024 году футбол в старших школах был командным видом спорта № 4 среди мальчиков и командным видом спорта № 2 среди девочек. Большинство американских школ предлагают футбол как мальчикам, так и девочкам. Из-за растущего числа играющих молодых людей термин «футбольная мама» стал использоваться в американском общественном и политическом дискурсе для описания женщин среднего или высшего среднего класса из пригородов с детьми школьного возраста.
В Соединённых Штатах существуют три основные молодёжные футбольные клубные лиги, работающие по всей стране через аффилированные местные ассоциации. Ассоциация юношеского футбола США (USYSA) объединияет 54 местные ассоциации, в которых состоят 10 000 клубов и лиг с более чем 2,5 миллионами игроков в возрасте от пяти до 19 лет, в то время как Американская организация юношеского футбола (AYSO) насчитывает 50 000 команд 600 000 игроков в возрасте от 4 до 19 лет. При USL образованы две молодёжные лиги. Одна из них, Молодёжная объединённая футбольная лига, в соревнованиях которой в 2023 году приняли участие около 500 команд и более 8000 игроков, другая, Академическая лига ЮСЛ, создана с целью помочь молодым игрокам клубов ЮСЛ из Чемпионшипа, Первой и Второй Лиг.
Кроме того, Национальная федерация ассоциаций старших школ штатов насчитывает более 850 000 футболистов обоего пола. Однако NFHS использует правила, которые несколько отличаются от правил IFAB.

## Футбольные стадионы

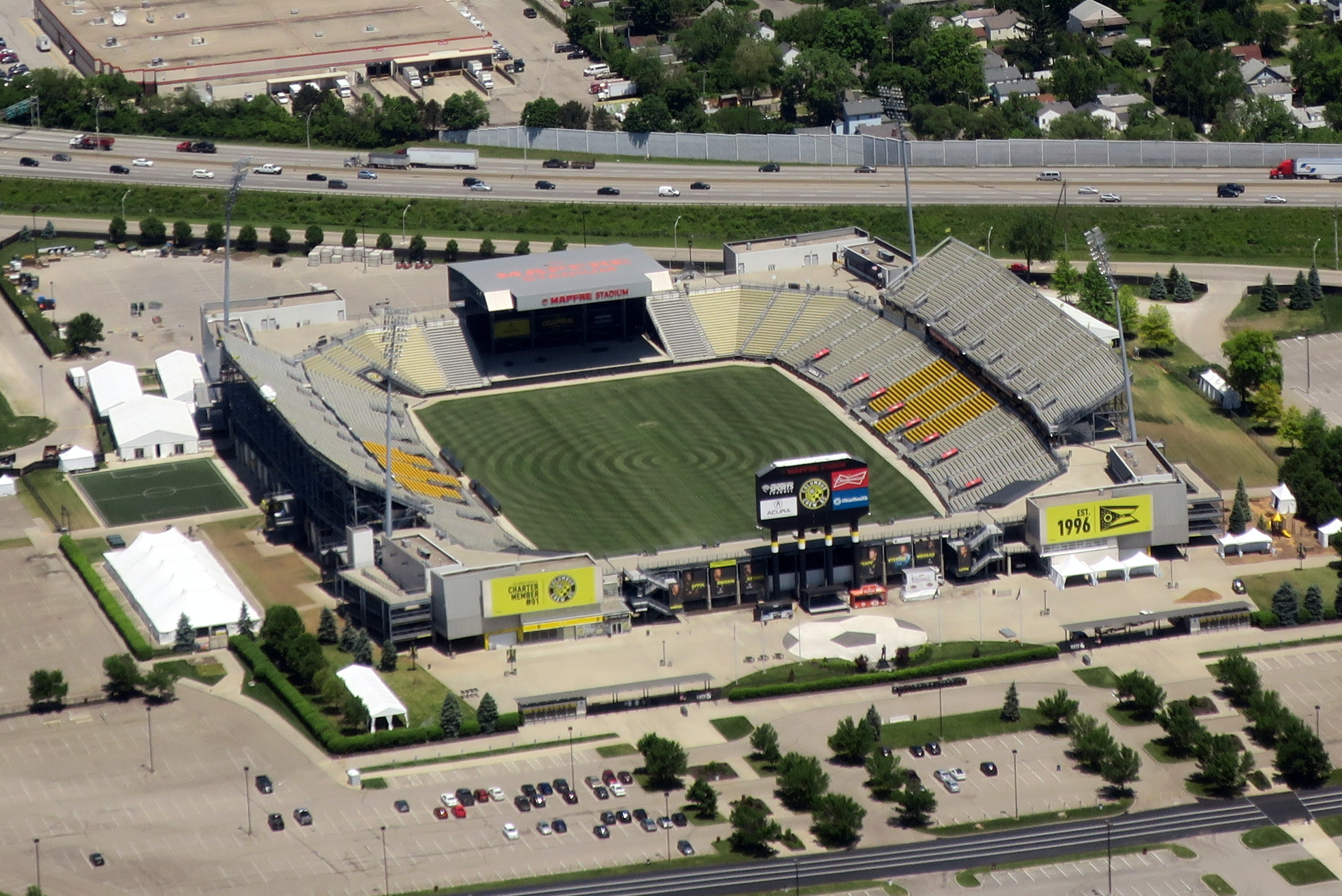
«Хисторик Крю Стэдиум» в Колумбусе (Огайо) — первый в MLS чисто футбольный стадион.

Вместимость футбольных стадионов в США обычно колеблется от 18 000 до 30 000 мест для клубов Высшей лиги футбола (MLS) или меньше для футбольных команд колледжей и низших лиг. Это в сравнении с гораздо большими стадионами для американского футбола, которые в основном вмещают от 60 000 до 80 000 зрителей, на которых играли команды Североамериканской футбольной лиги (NASL) и большинство клубов MLS во время зарождения лиги.
В 1970-х, 1980-х и 1990-х годах даже профессиональные футбольные лиги первого дивизиона, такие как Североамериканская футбольная лига и Высшая лига футбола, в основном использовали арены для американского футбола или бейсбола. Дело в том, что в силу невысокой популярности соккера в США долгое время практически не строили чисто футбольных стадионов, отсутствие которых создавало проблемы. Так, стадионы для американского футбола в большинстве своём были слишком большими с точки зрения вместимости и слишком маленькими с точки зрения ширины футбольного поля; на них обычно использовался искусственный газон (ни один из которых в то время не был одобрен ФИФА для международного футбола, а впоследствии и вовсе был запрещён). Хотя многие из бейсбольных стадионов имели меньшую вместимость, натуральное покрытиеи более широкое поле, они, как правило, использовались летом, когда североамериканские футбольные лиги, такие как MLS, также проводили свои сезоны, а нестандартные размеры поля и линии обзора часто считались нежелательными.
Только рост популярности соккера и появление Высшей лиги футбола привели к активному строительству в Соединённых Штатах специализированных футбольных стадионов положив конец эпохе многоцелевых стадионов. Первым стадионом, построенным специально для соккера стал открытый в 1999 году 20-тысячный «Хисторик Крю Стэдиум» в Колумбусе (Огайо). Инициатором строительства стал предприниматель Ламар Хант, который и финансировал его строительство для своего клуба «Коламбус Крю». В 2000-х годах и другие команды Major League Soccer в Соединённых Штатах начали строить свои собственные стадионы.

### Стадионы MLS в США
Ниже представлен список футбольных стадионов, на которых играют американские клубы MLS, отсортированных по вместимости.
| Место | Стадион                  | Клуб                   | Город                      | Вместимость | Открыт | Покрытие  | Фото |
| ----- | ------------------------ | ---------------------- | -------------------------- | ----------- | ------ | --------- | ---- |
| 1     | Мерседес-Бенц Стэдиум    | «Атланта Юнайтед»      | Атланта (Джорджия)         | 42 500      | 2017   | FieldTurf |      |
| 2     | Люмен Филд               | «Сиэтл Саундерс»       | Сиэтл (Вашингтон)          | 38 500      | 2002   | FieldTurf |      |
| 3     | Банк оф Америка Стэдиум  | «Шарлотт»              | Шарлот                     | 38 000      | 1996   | FieldTurf |      |
| 4     | Геодис Парк              | «Нашвилл»              | Нашвилл (Теннесси)         | 30 109      | 2022   | Трава     |      |
| 5     | Янки Стэдиум             | «Нью-Йорк Сити»        | Бронкс (Нью-Йорк)          | 28 743      | 2009   | Трава     |      |
| 6     | Дигнити Хелс Спортс Парк | «Лос-Анджелес Гэлакси» | Карсон (Калифорния)        | 27 000      | 2003   | Трава     |      |
| 7     | Ти-Кью-Эл Стэдиум        | «Цинциннати»           | Цинциннати (Огайо)         | 26 000      | 2021   | Трава     |      |
| 8     | Интер-энд-Ко Стэдиум     | «Орландо Сити»         | Орландо (Флорида)          | 25 500      | 2017   | Трава     |      |
| 9     | Провиденс Парк           | «Портленд Тимберс»     | Портленд (Орегон)          | 25 218      | 1926   | FieldTurf |      |
| 10    | Ред Булл Арена           | «Нью-Йорк Ред Буллз»   | Гаррисон (Нью-Джерси)      | 25 189      | 2010   | Трава     |      |
| 11    | Солджер Филд             | «Чикаго Файр»          | Чикаго (Иллинойс)          | 24 955      | 1924   | Трава     |      |
| 12    | Шелл Энерджи Стэдиум     | «Хьюстон Динамо»       | Хьюстон (Техас)            | 22 656      | 2012   | Трава     |      |
| 13    | Энерджайзер Парк         | «Сент-Луис Сити»       | Сент-Луис (Миссури)        | 22 423      | 2022   | Трава     |      |
| 14    | Би-Эм-Оу Стэдиум         | «Лос-Анджелес»         | Лос-Анджелес (Калифорния)  | 22 000      | 2018   | Трава     |      |
| 15    | Чейз Стэдиум             | «Интер Майами»         | Форт-Лодердейл (Флорида)   | 21 550      | 2020   | Трава     |      |
| 16    | Кью2 Стэдиум             | «Остин»                | Остин (Техас)              | 20 500      | 2021   | Трава     |      |
| 17    | Лауэр.ком Филд           | «Коламбус Крю»         | Колумбус (Огайо)           | 20 371      | 2021   | Трава     |      |
| 18    | Америка Фёрст Филд       | «Реал Солт Лейк»       | Санди (Юта)                | 20 213      | 2008   | Трава     |      |
| 19    | Джиллетт Стэдиум         | «Нью-Инглэнд Революшн» | Фоксборо (Массачусетс)     | 20 000      | 2002   | FieldTurf |      |
| 20    | Ауди Филд                | «Ди Си Юнайтед»        | Вашингтон (округ Колумбия) | 20 000      | 2018   | Трава     |      |
| 21    | Альянц Филд              | «Миннесота Юнайтед»    | Сент-Пол (Миннесота)       | 19 400      | 2019   | Трава     |      |
| 22    | Тойота Стэдиум           | «Даллас»               | Фриско (Техас)             | 19 096      | 2005   | Трава     |      |
| 23    | Субару Парк              | «Филадельфия Юнион»    | Честер (Пенсильвания)      | 18 500      | 2010   | Трава     |      |
| 24    | Чилдренс Мерси Парк      | «Спортинг Канзас-Сити» | Канзас-Сити (Канзас)       | 18 467      | 2011   | Трава     |      |
| 25    | Дикс Спортинг Гудс Парк  | «Колорадо Рэпидз»      | Коммерс-Сити (Колорадо)    | 18 061      | 2007   | Трава     |      |
| 26    | Пэйпал Парк              | «Сан-Хосе Эртквейкс»   | Сан-Хосе (Калифорния)      | 18 000      | 2015   | Трава     |      |

## Футбол и ТВ
Основные в США спортивные вещатели ESPN, Fox Sports, NBC Sports и CBS Sports регулярно освещают футбол, как и несколько популярных испаноязычных каналов, таких как Univision, Telemundo, UniMás и Galavisión. Кроме того, в США есть несколько сетей, полностью или в основном посвященных футболу, включая GOL TV и beIN Sport USA. Они транслируют как клубные футбольные соревнования (Английская премьер-лига, Major League Soccer, Мексиканская лига, испанская Ла Лига, немецкая Бундеслига и Лига чемпионов УЕФА), так и матчи между национальными сборными (олимпийские футбольные турниры, мужские и женские чемпионаты мира, чемпионаты Европы и КОНКАКАФ, Кубок конфедераций). Самой широкодоступной для телезрителей футбольной лигой в Соединённых Штатах является мексиканская Liga MX, большинство игр которой транслируются в прямом эфире и бесплатно на телеканалах Azteca América, Telemundo, UniMás и Univision.
Первые футбольные трансляции на регулярной основе в США начались в 1967—1968 годах, когда CBS заключила контракт с только что созданной Национальной профессиональной футбольной лиги (одна из лиг-предшественниц Североамериканской футбольной лиги), но уже вскоре трансляции были прекращены их низких рейтинга и критики. В мае 1976 года CBS заключила трёхлетнее соглашение с Североамериканской лигой на трансляцию двух игр в 1976 году, шести в 1977 году и девяти в 1978 году, но расторгла контракт после первого года. Сеть вернулась к регулярным футбольным трансляциям только в 2019 году, купив права на клубные соревнования УЕФА.
Major League Soccer первую сделку по телевизионным правам заключила в марте 1994 года совместно с ESPN и ABC Sports. Согласно ей MLS не получала платы за трансляции, вместо доход от рекламы был разделён между лигой и сетями. В августе 2006 года MLS и ESPN объявили о восьмилетнем контракте на 2007–2014 годы, по которому лига впервые стала получать плату за трансляции, $8 млн в год.
В июне 2022 года MLS объявила о 10-летнем соглашении (2023—2032) с Apple Inc. на общую сумму $250 млн, вступающем в силу в сезоне 2023 года, в соответствии с которым компания будет владеть глобальными правами на трансляцию всех матчей MLS и Кубка Лиг, а также отдельных матчей MLS Next и MLS Next Pro. Они будут транслироваться на новом сервисе подписки под названием MLS Season Pass, который будет предлагаться исключительно через приложение Apple TV.

## Американцы в иностранных лигах

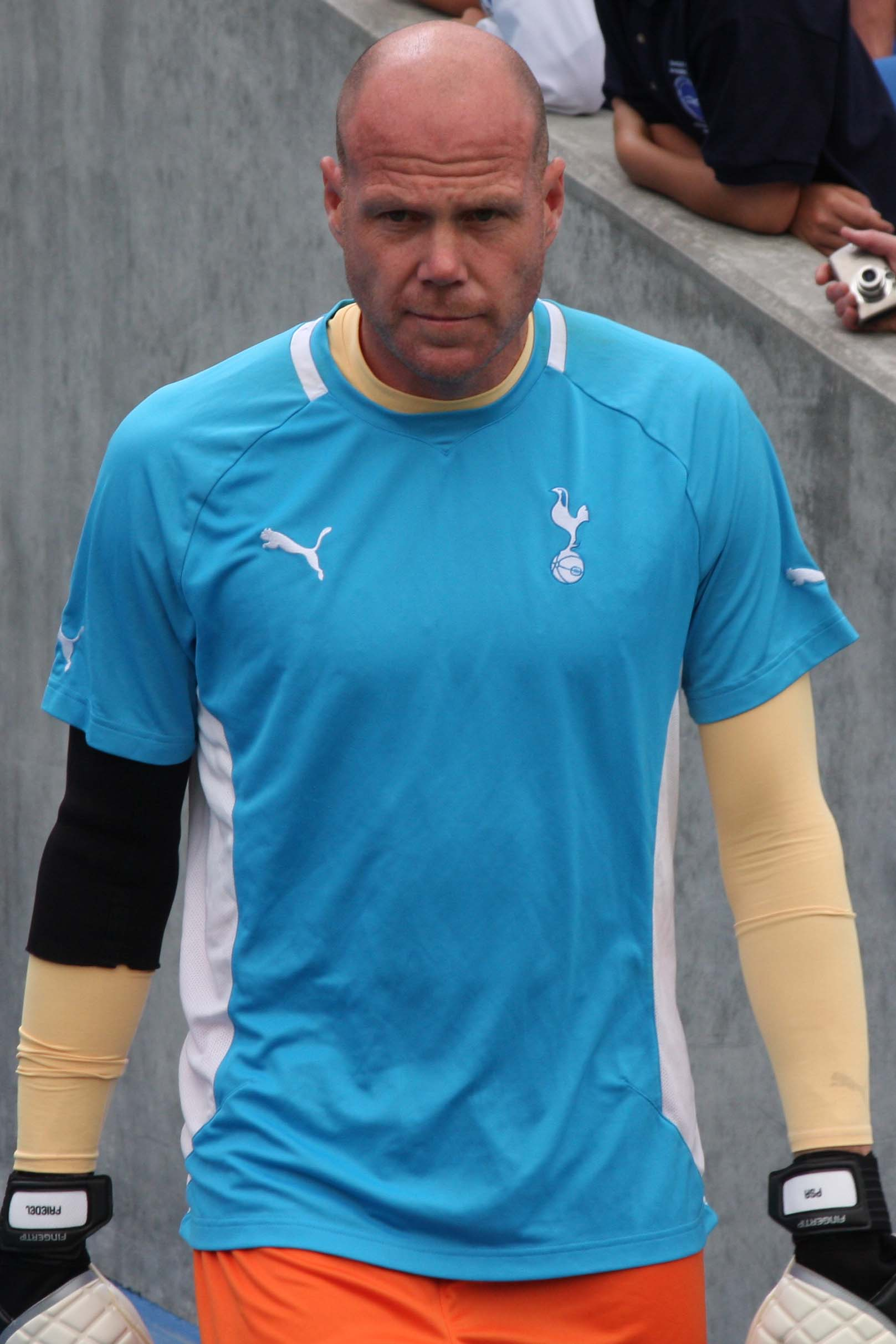
Брэд Фридель, рекордсмен среди американцев по количеству матчей в Премьер-лиге.

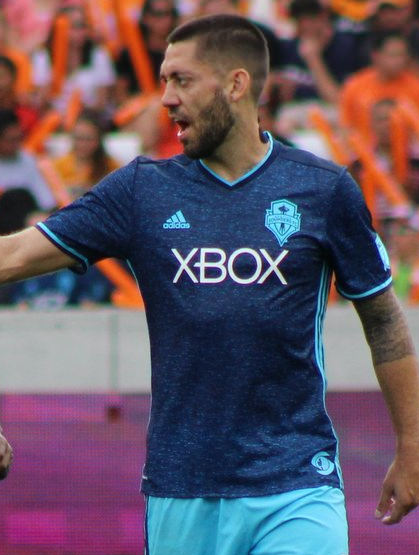
Клинт Демпси, рекордсмен среди американцев по количеству голов и голевых передач в Премьер-лиге.

Первым американцем, добившимся успехов в европейском футболе стал Джулиан Стерджис, прозаик, поэт и либреттист, родившийся в Бостоне, но выросший в Англии. В 1873 году он в составе лондонского клуба «Уондерерс» обыграл в финале Кубка Англии «Оксфорд».
Среди первых американских футболистов, про которых известно, что они играли в иностранных лигах на самом высоком уровне, были американцы шотландского происхождение Джим Браун и Александр Вуд. Проявив себя в составе сборной США на чемпионате мира в Уругвае, они после того как развалилась Американская футбольная лига, перебрались в Англию. Американец гаитянского происхождение Джо Гатьенс после того как забил единственный гол в ворота Англии в ставшем легендарном матче чемпионата мира 1950 года, отправился во Францию, где провёл четыре игры за парижский «Расинг» (тогда в Лиге 1), дважды забив. В 1964—1965 годах американец венгерского происхождения Энди Мате  сыграл 6 матчей за «Гамбург» и забил 2 гола.
После Чемпионат мира по футболу 1990 года полузащитник Джон Харкс принял предложение английского «Шеффилд Уэнсдей». В первом же сезоне он забил гол, признанный «голом сезона» английского футбола и стал третьим американцем (после Билла Ригана из «Ромфорда» в финале Кубка Англии среди любителей 1948/1949 и Майка Мастерса из «Колчестер Юнайтед» в финале Трофея ФА 1991/1992), который играл на «Уэмбли», когда «Шеффилд Уэнсдей» вышел в финал Кубка лиги 1991 года. В 1992 году Харкс стал первым американцем, сыгравшим в Премьер-лиге. Всего Харкс с 1990 по 1996 годы провёл за английские «Шеффилд Уэнсдей», «Дерби Каунти» и «Вест Хэм Юнайтед» 161 матч. Первым американцем, забившим гол в Премьер-лиге стал американец южноафриканского происхождения Рой Вегерле, сыгравший в Англии с 1986 по 1995 год 181 матч и забивший 53 мяча. На ноябрь 2024 года в Английской Премьер-лиге успели сыграть 53 американца, из которых 26 забили хотя бы по голу. Рекордсменами среди них являются вратарь Брэд Фридель (450 игр) и нападающий Клинт Демпси (57 мячей и 19 голевых передач)
Помимо Харкса и Вегерле среди первых американцев, ставших постоянными игроками ведущих европейских лиг были нападающий Эрик Виналда, сыгравший в 1992—1996 годах 90 игр в Германии за «Саарбрюккен» и «Бохум», и вратарь Кейси Келлер, который заключив в 1992 году контракт с английским «Миллуолле», в общей сложности 17 лет выступал в Европе за клубы Англии, Испании и Германии, выиграв в 1997 году Кубок Футбольной лиги в составе «Лестер Сити». С тех пор многие американские футболисты играли за европейские клубы, в том числе, в еврокубках. Первым футболистом США, сыгравшим в еврокубках, стал Стив Триттшу, после Чемпионата мира 1990 года приглашённый в пражскую «Спарту». Осенью 1990 года он сыграл против московского «Спартака». Первым американцем сыгравшем в групповом турнире Лиги чемпионов стал американец македонского происхождения Джован Кировски, в конце 1990-х дважды выходивший на замену в матчах группового этапа за будущих победителей дортмундскую «Боруссию». Первым из американцев в полуфинал Лиги чемпионов вышел в 2005 году полузащитник Дамаркус Бизли в составе «ПСВ Эйндховен», а первым американцев сыгравшим в финале Лиги чемпионов стал в 2021 году вингер «Челси» Кристиан Пулишич (в том же году он также выиграл в составе «Синих» Суперкубок УЕФА и Клубный чемпионат мира).
Первым американцем в советском клубном футболе стал полузащитник Дейл Малхолланд, который после начала в СССР Перестройки загорелся идеей обмена между американскими и советскими футболистами. Получив разрешение выступать в СССР Малхолланд в 1990 году стал игроком московского «Локомотива», выступавшего в первой лиге, сыграв в свой первый и последний сезон 6 матчей и забив 1 гол. По контракту Малхолланд получал 3,5 тыс. рублей в месяц. Первым американским футболистом в российском чемпионате стал нападающий Юджин Стариков, родившийся в 1988 году в Одессе, но выросший в США. В 2009 году он заключил контракт с петербургским «Зенитом» и в первый же год стал победителем Молодёжной футбольной лиги, сыграв 24 матча и забив 6 мячей. Последующие 4 года Стариков провёл выступая на правах аренды за «Томь» и «Ростов», сыграв в РФПЛ 39 матчей и забив 4 гола.

## Национальные сборные неинкорпорированных территорий США
- Сборная Американского Самоа по футболу
- Сборная Гуама по футболу
- Сборная Северных Марианских Островов по футболу
- Сборная Пуэрто-Рико по футболу
- Сборная Американских Виргинских Островов по футболу